# João Pinheiro Freire da Cunha
João Pinheiro Freire da Cunha (Lisboa, 23 de abril de 1738 - Lisboa, 26 de julho de 1811), gramático e filólogo português.

## Biografia
Nasceu como filho ilegítimo de João Pinheiro Freire e de Joséfa Caetana da Cunha, sendo legitimizado com carta de legitimação do rei D. José por carta de 7 de abril de 1753. Após os seus primeiros estudos nas escolas dos Jesuítas em Lisboa, tomou a murça de Cónego Secular de São João Evangelista e passou a frequentar o curso filosófico na Universidade de Évora em 1755. A partir do ano letivo de 1758 estudou teologia na Universidade de Coimbra mas interrompeu os seus estudos, ao sair da ordem em 1 de fevereiro de 1760.
Tendo-se sujeitado ao exame da Direção Geral dos Estudos em 31 de maio de 1760, Pinheiro fez parte dos primeiros mestres particulares da língua latina que foram autorizados a exercer a sua profissão em conformidade com as regras estabelecidas pela Reforma Pombalina do Ensino de 1759. Após sucessivos exames, Pinheiro continuou a exercer a atividade docente até 1772.
Neste ano, uma lei que estabeleceu o ensino da ortografia portuguesa levou Pinheiro a fundar a Academia Ortográfica Portuguesa, uma organização destinada tornar público o ensino da ortografia como disciplina linguística, tendo-se igualmente dedicado à gramática da língua portuguesa. Faziam parte do público-alvo os professores de gramática latina, mas também quaisquer elementos populares e até pessoas indigentes e estrangeiros. Para acompanhar as atividades desta academia que até 1804 contava com mais de 6000 sócios, Pinheiro publicou grande número de livros e folhetos de natureza didática ou publicitária.
A sua obra principal é o Breve Tratado da Ortografia Para os que não frequentaram os estudos: Ou Diálogos Sobre as mais principais regras da Ortografia, úteis para o Povo menos instruído, e para os que não tendo frequentado as Aulas, se acham hoje empregados nos escritorios públicos, e dezejam acertar na praxe, sem grande multiplicidade de regras, que nam lhes são fáceis de compreender; e muito mais proveitosos aos meninos, que frequentam as escolas. Publicada na primeira edição sob o pseudónimo de "Domingos Dionysio Duarte Daniel", esta obra teve pelo menos dez edições desde 1769 e 1815, tendo as primeiras sete edições uma tiragem de dez mil exemplares. A última edição póstuma foi publicada na Tipografia Lacerdina em Lisboa, desta vez sem qualquer intervenção da parte do autor ou dos seus familiares (Cunha 1815).
Também publicou entre muitas outras obras: Academia Ortográfica – Confêrencia I e II (1779-1789), Conjugações Portuguesas (1791), Gêneros Portugueses (1794, 1798), Proluzões da Gramática Portuguesa (1794), Adivinhações Curiosas, e Instructivas, nas quais igualmente se contém, e explicam alguns dos mais delicados emblemas, e melhores lugares da fábula para inteligência da historia mitológica (1798-1805), Memórias da Academia Ortográfica (1804), Reino da Poesia (1801, 1806), Genealogia Paperífera (1811).
João Pinheiro Freire da Cunha faleceu em Lisboa em 26 de Julho de 1811, deixando a Academia Ortográfica Portuguesa aos cuidados de seu filho Francisco Pinheiro Freire da Cunha (1777-?). A Academia Ortográfica Portuguesa continuou a existir pelo menos até 1814.